# Parafia św. Jadwigi w Dąbrowej
Parafia św. Jadwigi w Dąbrowej – parafia rzymskokatolicka znajdująca się w Dąbrowej, w kraju morawsko-śląskim w Czechach. Należy do dekanatu Karwina diecezji ostrawsko-opawskiej. Proboszczem parafii jest od 2014 Marcel Puvák.
Msze prowadzone są również w języku polskim dla polskiej mniejszości.

## Historia
Parafia została erygowana po wybudowaniu kościoła i poświęceniu go św. Jadwidze Śląskiej w 1899. Wcześniej Dąbrowa należała do parafii w Orłowej. Podporządkowana została dekanatowi frysztackiemu. Pierwszym proboszczem został urodzony w 1867 w Cieszynie Józef Łomozik, a już w 1906 zastąpił go Engelbert Chrobok. Dąbrowa była w tym czasie miejscem ścierania się polskiego i czeskiego żywiołu narodowego (w 1880 85,6% osób zadeklarowało język czeski, po czym liczba ta spadła na korzyść języka polskiego, który wzrósł do 77,7% w 1900 roku) i od samego początku funkcjonowania parafii kościół był miejscem sporu o używany w nim język.
Po I wojnie światowej Dąbrowa znalazła się od 1920 w granicach Czechosłowacji, a nowym administratorem został Vladimír Smyczek, trzy lata później zastąpił go proboszcz Karel Bialek. Parafia wciąż podległa była diecezji wrocławskiej, pod zarządem specjalnie do tego powołanej instytucji zwanej: Knížebiskupský komisariát niský a těšínský. Kiedy Polska dokonała aneksji tzw. Zaolzia w październiku 1938 parafię jako jedną z 29 włączono do diecezji katowickiej, a z funkcji proboszcza zrezygnował sprawujący tę funkcję od 1932 František Kaniok. W czasach przynależności do Polski na czele parafii do wybuchu II wojny światowej stał František Tomanek, a zastąpił go Alois Ptoszek. 1 stycznia 1940 parafia została z powrotem przyłączona do diecezji wrocławskiej i nowym proboszczem został Josef Hanus. W 1947 obszar ten wyjęto ostatecznie spod władzy biskupów wrocławskich i utworzono Apostolską Administraturę w Czeskim Cieszynie, podległą Watykanowi. W 1978 obszar Administratury podporządkowany został archidiecezji ołomunieckiej. W 1996 wydzielono z archidiecezji ołomunieckiej nową diecezję ostrawsko-opawską.